# 小杉浩史
小杉 浩史（こすぎ ひろふみ、1984年3月22日 - ）は、ウェザーマップ所属の気象予報士。

## 人物
東京都目黒区出身。血液型はO型。
立教大学法学部卒業後、一般企業に就職。
2012年3月に4度目の試験で気象予報士資格を取得。テレビ局での制作ディレクターを経て、2013年8月よりウェザーマップに所属する。
2014年4月から約1年、TOKYO MX『TOKYO MX NEWS』の気象キャスターを務めた。TOKYO MX公式YouTubeでは「深掘り!」コーナーに出演し、天気や気象予報に関する話題を解説している当時の動画が何本か公開されている。
2015年5月からミヤギテレビで気象キャスターとして出演。出演している番組の一つである、ローカル情報番組『OH!バンデス』の共演者から同番組に出演しているタレントの永峯良に声が似ていると言われる。生活に役立つ情報を発信するコーナー「コスギンの世話やき天気」が視聴者から高い人気と支持を得ている。
好きな食べ物は炊き込みご飯、ピラフ、パエリアなど味のついたご飯料理。苦手な食べ物はきゅうり、メロン、しそなどの香りの強い葉、内臓系。
趣味はバイク、トロンボーン、野球観戦。愛車はDucatiのST4。バイク好きが高じてエイ出版社のツーリング誌『BikeJIN/培倶人』から取材されたり、同誌にコラムを寄稿したことがある。プロ野球はオリックス・バファローズのファン。
落語家の九代目春風亭柳枝は兄にあたる。

## 現在の出演番組
- ミヤギテレビ『ミヤギnews every.』（天気予報コーナー担当、2015年5月11日 - ）
- ミヤギテレビ『OH!バンデス』（天気予報コーナー担当、2015年5月13日 - ）

## 過去の出演番組
- TOKYO MX『TOKYO MX NEWS』（平日昼の気象キャスター、2014年4月 - 2015年3月）

## 書籍
雑誌連載
- 気象予報士・小杉の天気のミカタ!!（2020年12月号 - 、エイ出版社『BikeJIN/培倶人』）

ウェザーマップ名義共著
- 森朗（監修）、森田正光（監修）、ウェザーマップ『気候危機がサクッとわかる本』東京書籍、2022年4月24日。ISBN 978-4-487-81572-2。 NCID BC14192451。